# دختر تانکی (فیلم)
دختر تانکی یا تنک گرل (انگلیسی: Tank Girl) یک فیلم علمی تخیلی آمریکایی در سال ۱۹۹۵ به کارگردانی راشل تالالی بر اساس مجموعه کمیک رستاخیزی و پسارستاخیزی بریتانیایی با همین نام اثر الن مارتین و جیمی هیولت که ابتدا در مجله ددلاین منتشر شده بود. در فیلم بازیگرانی از جمله لوری پتی، نائومی واتس، آیس-تی و مالکوم مک‌داول به ایفای نقش پرداخته‌اند.

## برای مطالعهٔ بیشتر
- Milligan, Peter (1995). Tank Girl: Explosive Adaptation of the Hit Film!. دی‌سی کامیکس. ISBN 978-1-56389-219-6.
- Millar, Martin (1996). Tank Girl: Novelisation. گروه پنگوئن. ISBN 978-0-14-024876-0.